# East Potomac Park
L'East Potomac Park est un parc situé sur une île artificielle dans le Potomac à Washington, aux États-Unis. Le parc se trouve au sud-ouest du Jefferson Memorial et du  14th Street Bridge.
Le Washington Channel se situe entre le parc et la rivière Potomac. Parmi les services à l'East Potomac Park, on retrouve le terrain de golf, un golf miniature, une piscine publique (le parc aquatique du Centre East Potomac ), des courts de tennis, et plusieurs terrains de sport (certains configurés pour le baseball et le softball, d'autres pour le football, Le rugby ou football américain). Le parc est un endroit populaire pour les pêcheurs, les cyclistes, les randonneurs, les patineurs sur roues alignées et les coureurs qui utilisent massivement les routes et les chemins du parc. Une partie de l'Ohio Drive SW longe le périmètre du parc. L'East Potomac Park est accessible principalement par la route via l'Ohio Drive SW. Le bus "DC circulator" entré en service en juin 2015 et qui circule sur la route du National Mall, fournit la meilleure option de transport en commun pour atteindre l'East Potomac Park.  Le  Metrobus ne dessert pas le parc, et il n'y a pas de station de métro de Washington à proximité du parc. La station de métro la plus proche se trouve située à la jonction d'Independence Avenue SW et de SW 12th Street, à environ six pâtés de maisons.